# 1714 Сі
1714 Сі (1714 Sy) — астероїд головного поясу, відкритий 25 липня 1951 року.
Тіссеранів параметр щодо Юпітера — 3,401.